# バデッグボックス
株式会社バデッグボックスは、日本の音楽プロダクション及び、インディーズのレコード会社である。

## 概要
ヴィジュアル系バンド所属、デザイン事務所。
主な代表バンドはThe Benjamin、怪人二十面奏、THE BEETHOVEN等。
所属アーティストのマネージメント、イベント企画/制作/運営、デザイン等も行なっている。
同レーベルでは所属バンドの単独公演ツアーや年に所属バンドを中心としたツアーも開催している。
- 「BATTLE FEVER TOUR」
- 「BEGINNING BURNING SUMMER TOUR」

等。

## レーベル所属アーティスト
- The Benjamin
- 怪人二十面奏
- THE BEETHOVEN

## 過去の所属アーティスト
- 花少年バディーズ（活動休憩中）
- the Sherry
- ギガマウス
- RUVISH
- コントラリエ